# Repetició inversa
Una repetició inversa (IR, de l'anglès inverted repeat) és una seqüència de nucleòtids que és el complement invers d'una altra seqüència que es troba riu avall.
Per exemple, 5'---GACTGC....GCAGTC---3'. Quan no hi ha nucleòtids entre la seqüència i el seu complement riu avall és anomenat palíndrom. Els inverted repeats defineixen els marges dels transposons. Els inverted repeats també són indicadors de regions capaces d'autoaparellar-se (regions amb una sola seqüència en la que els parells de bases es poden aparellar entre ells). A tall d'exemple:
- original: GACTGC
- complement: CTGACG (aparellament de bases)
- complement invers: GCAGTC (llegit al revés)